# Ritchie Blackmore's Rainbow
Ritchie Blackmore's Rainbow е първият самостоятелен албум на рок китариста Ричи Блекмор. Издаден е през 1975 от компанията Polydor. Записите са осъществени в периода 20 февруари-14 март в Musicland Studios, Мюнхен с продуцент Мартин Бърч. Албумът успешно съчетава средновековна атмосфера и хардрока. Песните The Man on the Silver Mountain, The Temple of the King и Catch the Rainbow стават едни от най-големите хитове на групата. Две парчета, включени в албума, са кавър версии – Still I'm Sad е инструментална композиция, кавър на група Yardbirds от 1965 г. и Black Sheep of the Family – кавър на група Quatermass от 1970 г. Всички песни (с изключение на кавърите) са композирани от Ричи Блекмор и Рони Джеймс Дио, а текстовете са на Дио. Беквокалите в албума са записани от приятелката на Ричи – Шошана. Някои от парчетата излизат в албума On Stage.

## Състав
- Рони Джеймс Дио – вокали
- Ричи Блекмор – китара
- Мики Лий Соул – клавишни
- Крейг Грубер – бас
- Гари Дрискъл – барабани